# Macella
Macella là một chi bướm đêm thuộc họ Erebidae.